# 镇江内地会教堂旧址
镇江内地会教堂旧址位于中国江苏省镇江市润州区，位于伯先路中段东侧的小街41号。此处靠近1861年开辟的镇江英租界。
内地会是最早进入镇江的一个基督教差会。镇江内地会由中国内地会的第一批来华传教士兰茂密尔团队成员路惠理（William David Rudland，1839–1912年）创立。这个团队在1866年来华后建立的第一处传教基地选在浙江杭州。1867年12月25日，团队的两名成员路惠理与贝玛丽（Mary Bell）举行结婚仪式。婚后不久，他们就被派遣到位于长江与大运河交汇处新开辟的通商口岸镇江建立新的传教站。几周之后，内地会创始人戴德生邀请路惠理一起前去访问扬州的新传教站。1868年8月22日夜晚，发生扬州教案暴力事件，戴马利亚等四名传教士受伤。戴德生等一批传教士从扬州退到镇江。1870年7月23日，在扬州教案中受伤的戴德生原配夫人戴马利亚在镇江去世，埋葬在江边牛皮坡洋人公墓。1905年戴德生在长沙去世后，也埋葬在镇江。
镇江内地会教堂建于1875年，是一座风格简朴庄重的三层青砖建筑，夹有少量红砖。四面坡铁皮屋顶，设有砖砌烟囱。立面设有券廊，每层五个大拱券。入口设于二层中央。内部共有十五间，长18.6米，宽14.8米，占地275平方米。室内设有壁炉。 
内地会的主要传教区域是在内陆省份，镇江内地会主要用作新来华的传教士的中文培训机构。光绪三年(1877年)，内地会传教士鲍康宁(F·W·Baller)在安庆建立第一所传教士汉语培训机构--内地会安庆训练所，教授内地会外国传教士汉语，学习期限为1个月。不久，该所迁至镇江。
1937年12月8日，日军入侵镇江后，内地会教堂被保安稽查队占用，队长即蒋怀仁医生之子蒋孝忠，为日军营房，教堂地下室成为日军地下水牢。
战后，镇江内地会教堂曾开办信义蓄电池厂。1948年，原设于淮安清江浦水渡口的仁慈医院为躲避第二次国共内战的战火，南迁镇江伯先路内地会教堂，中国医生谷懿之和高治平先后任院长。1948年12月，仁慈医院的主体建筑被战火摧毁。1951年6月14日，苏北行政公署淮阴专区到镇江伯先路接收仁慈医院的设备，另择新址（博古路，今淮海南路）开办了清江市人民医院，即今淮安市第二人民医院、江苏省淮安仁慈医院。
镇江内地会教堂旧址后来改为民居，迄今仍保留原貌，1992年，作为伯先路近代建筑群的一部分被列为镇江市文物保护单位。
在伯先路西侧，内地会教堂对面，建有内地会医院，为二层红砖建筑, 占地面积10.6×12平方米。在附近伯先路35号的蒋怀仁诊所旧址，由原内地会医院医师、宁波人基督徒蒋怀仁建于1907年，长18米，宽10米。　